# Christa Johannsen

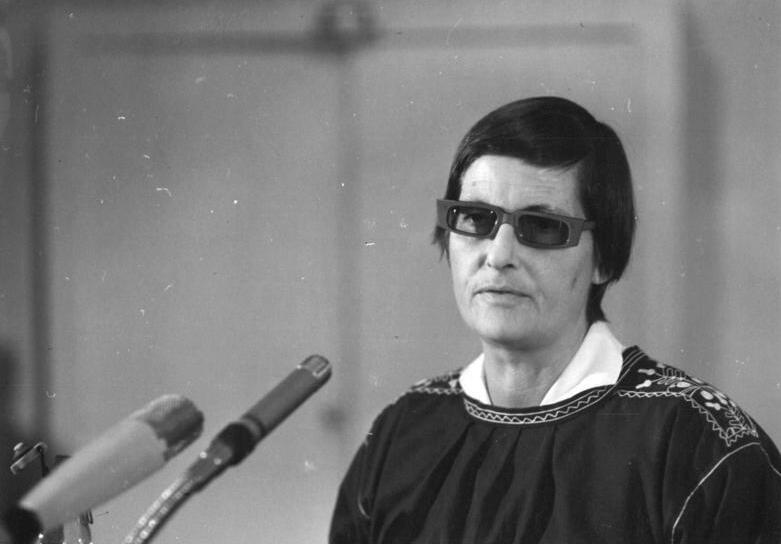
Christa Johannsen auf der Jahrestagung des Deutschen Schriftstellerverbandes in Ost-Berlin 1967

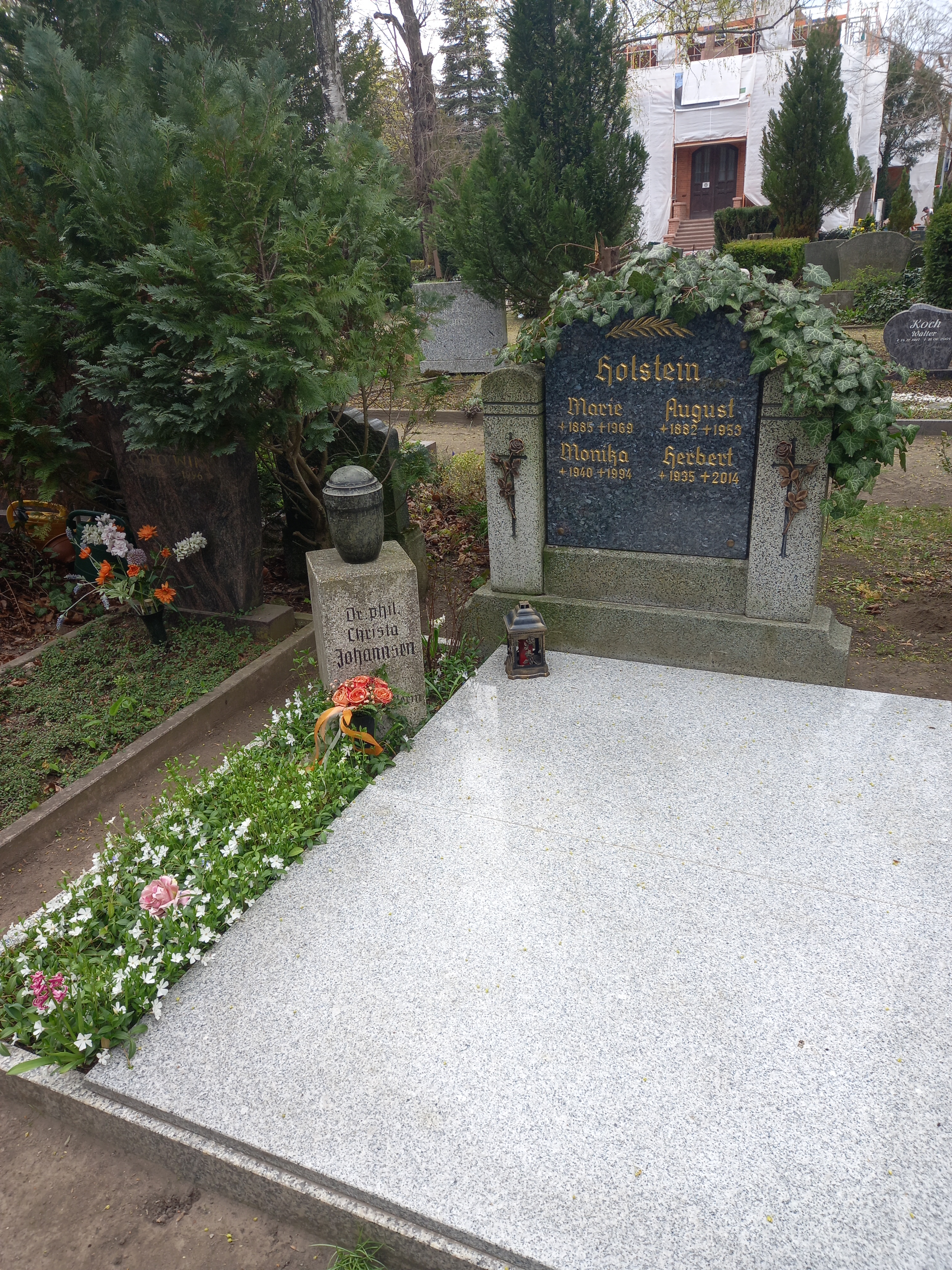
Das Grab von Christa Johannsen auf dem evangelischen Friedhof Neustadt in Magdeburg

Elsa-Christa Betti Luise Johannsen (* 17. November 1914 in Halberstadt; † 9. April 1981 in Magdeburg) war eine deutsche Schriftstellerin.

## Leben
Johannsen wurde als Tochter eines Architekten geboren. Sie besuchte in ihrer Heimatstadt die Schule und legte ihr Abitur ab. In Berlin studierte sie nach eigenen Angaben Philosophie. Noch in der Zeit des Nationalsozialismus trat sie dem Schutzverband Deutscher Autoren bei. Nach 1945 war sie als Dozentin an der Fachschule für Bauwesen in Blankenburg tätig und trat in die CDU ein. 1947 nahm sie am 1. Deutschen Schriftstellerkongress teil.
Ab 1956 war Johannsen als freischaffende Schriftstellerin und Übersetzerin in Magdeburg tätig. Zugleich arbeitete sie für die in Magdeburg ansässige Zeitung Neue Zeit. Von 1959 bis 1962 lieferte sie auch Beiträge für die christliche Zeitschrift Ernte und Saat. Johannsen gehörte zu den etablierten Schriftstellern in der DDR.
Von 1963 bis 1969 war sie Vorsitzende des Schriftstellerverbandes im Bezirk Magdeburg. Vorstandskollegen waren Walter Basan, Heinz Kruschel, Martin Selber und Klaus Wolf. Sehr intensiv engagierte sie sich für die Förderung des Lesens und die Nachwuchsförderung. Ab 1973 leitete sie Zirkel schreibender Arbeiter und die zur FDJ gehörende Gruppe Junge Prosaisten. Wiederholt lud sie auch westdeutsche Autoren, so Geno Hartlaub und Horst Krüger, ein. Auslandsreisen führten sie nach Sibirien und in die USA. Ihr letztes, jedoch unvollendetes Werk wollte sie Albert Einstein widmen.

## Auszeichnungen
Johannsen erhielt in der DDR eine Vielzahl von Auszeichnungen. 1966 erhielt sie die Johannes-R.-Becher-Medaille in Silber, 1974 den Erich-Weinert-Preis der Stadt Magdeburg, den Lion-Feuchtwanger-Preis der Akademie der Künste, die Ernst-Moritz-Arndt-Medaille und 1979 den Vaterländischen Verdienstorden in Bronze.
Die Stadt Magdeburg benannte ihr zu Ehren im Jahr 2006 eine Straße als Christa-Johannsen-Straße.

## Werke
Wichtigstes Werk dürfte der umfangreiche historische Roman Leibniz sein. Johannsen betonte in vielen Werken, so insbesondere im Erzählband Der große wunderbare Fisch und in der Traumerzählung  Flug nach Zypern, moralische und soziale Aspekte. Zu ihrem vielseitigen Werk gehörten auch Kriminalromane. Bedeutendes Spätwerk war ihr autobiographischer Roman Zeitverschiebungen.
- Abschied vom Sommer. 1943
- Die unsichtbare Krone. 1943
- Die Hirtenflöte. 1944
- An einen Jüngling im Felde. 1944
- Requiem. Novelle. 1948
- Asklepios und seine Jünger. 1960
- Menschen und Städte. 1962
- Im Schatten des Minotaurus. 1965
- Lutherstadt Wittenberg zwischen gestern und morgen, Reportage. 1967
- Flug nach Zypern. 1969
- Der große wunderbare Fisch. 1973
- Die Schattenwand. 1974
- Leibniz. Roman seines Lebens. 6. Auflage, Berlin: Union-Verlag, 1976
- Zeitverschiebungen. 1979
- Suche nach Einstein oder im Prüfstand des Gewissens. 2016 (Aus dem Nachlass bearbeitet von Albrecht Franke)

Bislang wurde nur Asklepios und seine Jünger übersetzt, und zwar in eine Sprache (tschechisch).